# Asplenium holophlebium
Asplenium holophlebium là một loài thực vật có mạch trong họ Aspleniaceae. Loài này được Baker mô tả khoa học đầu tiên năm 1877.